# Озориу Суареш, Абилиу
Аби́лиу Жозе́ Озо́риу Суа́реш (индон. Abílio José Osório Soares; 2 июня 1947, Laclubar, Манатуту — 17 июня 2007, Купанг) — восточнотиморский и индонезийский политик, последний губернатор Восточного Тимора как провинции Индонезии. Один из основателей партии АПОДЕТИ, сторонник индонезийского оккупационного режима. Привлекался к судебной ответственности за причастность к убийствам во время восточнотиморского кризиса 1999 года.

## Происхождение, служба, позиция
Родился в многодетной семье из горного селения. В молодости служил в португальских колониальных войсках. По словам его политического противника Жозе Рамуш-Орты, из армии он был отчислен за изнасилование, переведён на чиновную должность в Дили, оттуда уволен за мошенничество. После этого работал учителем.
Семейство Озориу Суареш принадлежало к общественно активному слою Португальского Тимора. Жозе Фернанду — брат Абилиу Жозе — был одним из основателей Тиморской социал-демократической ассоциации. Братья были сторонниками интеграции — присоединения Восточного Тимора к Индонезии. В то же время между их позициями существовали некоторые различия: Жозе Фернанду предпочитал методы убеждения и культурного сближения, Абилиу Жозе выступал за силовое решение.

## Активист АПОДЕТИ
После Революции гвоздик 25 апреля 1974 года новые власти Португалии начали процесс предоставления независимости португальским колониям. Деколонизация коснулась и Восточного Тимора. Наибольшей поддержкой населения пользовалось леворадикальное марксистское движение ФРЕТИЛИН, выступавшее за ускоренное обретение независимости. Братья Озориу Суареш были решительными противниками такой перспективы.
27 мая 1974 братья приняли участие в создании Тиморской народной демократической ассоциации — АПОДЕТИ. Партия занимала правые консервативно-популистские позиции и выступала за присоединение к Индонезии. Председателем АПОДЕТИ являлся фермер-скотовод Арналду душ Рейш Араужо (был известен прояпонской позицией в период японской оккупации 1942—1945). Пост генерального секретаря поочерёдно занимали братья Озориу Суареш. Абилиу Жозе Озориу Суареш считался главным организатором и политическим стратегом партии.
Социальную базу АПОДЕТИ составляли зажиточные фермеры, коммерсанты, некоторые административные служащие, представители мусульманской общины и племенной аристократии. Численность этих групп на Восточном Тиморе была невелика, проиндонезийские настроения узки. АПОДЕТИ не пользовалась популярностью в массах.
Абилиу Жозе Озориу Суареш придерживался крайне правых политических взглядов, был убеждённым антикоммунистом, сторонником «Нового порядка» президента Индонезии Сухарто. Выступал за ускоренное присоединение Восточного Тимора к Индонезии, вполне допускал применение с этой целью сил индонезийской армии.

Озориу говорил мне, полусерьёзно—полушутливо: «Я не могу тебя понять. Тимор будет индонезийским, хочешь ты этого или нет. Своей ерундой ты совершаешь самоубийство».

Жозе Рамуш-Орта

28 ноября 1975 года ФРЕТИЛИН провозгласил независимость Народно-Демократической Республики Восточный Тимор. Через день представители АПОДЕТИ, УДТ, монархической конфедерации племенных вождей и местной Партии труда выступили с Декларацией Балибо о воссоединении Восточного Тимора с Индонезией. 7 декабря 1975 началось вторжение индонезийских войск. 17 декабря была сформирована администрация, которую возглавил председатель АПОДЕТИ Арналду душ Рейш Араужо.

## Функционер оккупационного режима
В период индонезийской оккупации Абилиу Жозе Озориу Суареш занимал подчёркнуто жёсткую позицию, особенно после того, как в июне 1976 боевиками ФРЕТИЛИН был расстрелян Жозе Фернанду Озориу Суареш. Был мэром Дили, главой администрации Манутату. Был известен фразой «ещё многие должны умереть» — относительно расстрела индонезийскими войсками сторонников независимости на кладбище Санта-Круш в Дили.
В то же время Озориу Суареш считался политиком популистским, «близким народу». Культивировал историческую память об антиколониальной борьбе, о тиморских восстаниях против португальцев. Он убедил Сухарто назвать аэропорт Дили именем короля Мануфахи Боавентуры, возглавлявшего антипортугальское восстание 1911—1912 год (в независимом Восточном Тиморе аэропорт назван именем Николау Лобату).
В 1992 году Абилиу Жозе Озориу Суареш сменил Мариу Каррашсалана на посту губернатора Восточного Тимора. В отличие от своего предшественника, старавшегося проявлять самостоятельность, Озориу Суареш воспринимался как наместник Сухарто, неукоснительный проводник индонезийской оккупационной политики и бизнес-интересов индонезийского президента. Всячески укреплял оккупационный режим, покровительствовал проиндонезийской милиции Gardapaksi. Тесно сотрудничал с командующим группой индонезийских войск в Восточном Тиморе генералом Прабово Субианто. (В то же время, существуют свидетельства о его попытках смягчать репрессивную политику, хотя бы на уровне индивидуального отношения к некоторых членам ФРЕТИЛИН.)

## Организатор террора
После падения режима Сухарто в мае 1998 года новые власти Индонезии согласились на самоопределение Восточного Тимора. На август 1999 был назначен референдум о независимости. Абилиу Жозе Озориу Суареш выступал категорически против отделения от Индонезии.
В начале 1999 года при участии губернатора Озориу Суареша состоялось совещание индонезийского командования с командирами Gardapaksi. Были созданы новые милиционные формирования Pasukan Pejuang Integrasi (Боевые силы интеграции, PPI). Перед ними поставлена задача сорвать референдум или максимально дестабилизировать ситуацию.
Озориу Суареш создал политическое прикрытие для террора PPI, прежде всего группировки Aitarak Эурику Гутерриша. Он дал санкцию на вооружённое насилие, объявив сторонников независимости «коммунистами, которых надо убить» (хотя ФРЕТИЛИН к тому времени перешёл на социал-демократические позиции). Принимал активное участие в организации нападений, контролировал финансирование отрядов. 17 апреля 1999 года — день нападения проиндонезийских боевиков на дом сторонника независимости Мануэла Каррашсалана — губернатор Озориу Суареш выступил на вооружённом митинге Aitarak вместе с Эурику Гутерришем и снова призвал к убийствам.
На референдуме 30 августа 1999 значительная большинство избирателей высказалось против пребывания Восточного Тимора в составе Индонезии, даже при широкой автономии. 20 мая 2002 года была провозглашена независимость Восточного Тимора. Правительство сформировала партия ФРЕТИЛИН.

## Осуждение и оправдание
Абилиу Жозе Озориу Суареш не мог оставаться в независимом Тимор-Леште и перебрался в Индонезию. Проживал в Купанге (Западный Тимор).
В 2002 году, при левоцентристском правительстве Мегавати Сукарнопутри, он был привлечён к судебной ответственности за соучастие в массовых убийствах. Ему грозил смертный приговор, однако вердикт ограничился 3 годами тюрьмы. Но уже в 2004, сразу после смены власти в Индонезии, Озориу Суареш был оправдан и освобождён.

## Смерть и похороны
Абилиу Жозе Озориу Суареш скончался от тяжёлой болезни в возрасте 60 лет. На похоронах присутствовали члены семьи, а также представители восточнотиморских проиндонезийских формирований и индонезийской армии — в том числе Эурику Гутерриш, Прабово Субианто, Виранто. С выражением скорби выступил президент Индонезии Юдойоно.
Эурику Гутерриш глубоко переживал раннюю смерть Абилиу Жозе Озориу Суареша, которого считает своим старшим товарищем и кумиром.